# Lovča
Lovča je obec na Slovensku v okrese Žiar nad Hronom v Banskobystrickém kraji ležící na pravé straně řeky Hron 4 km od Žiaru nad Hronom.
První písemná zmínka o obci je z roku 1283. V obci je římskokatolický kostel svatých Filipa a Jakuba ze začátku 20. století.